# 碧安卡·布莎
碧安卡·布莎（羅馬化：Bianka Buša，1994年7月25日—），塞爾維亞女子排球運動員，司職主攻手。現時效力於土超豪門瓦基弗銀行女排俱樂部。
她是塞爾維亞國家女子排球隊的主攻。布莎代表塞爾維亞在巴西出戰2016年奥林匹克运动会奪得銀牌，為塞爾維亞奧林匹克運動會女子排球比賽史上第一枚獎牌。